# Franz Reitmeier
Franz Reitmeier (* 17. Februar 1892; † 17. Februar 1957) war ein deutscher Ringer in den Jahren vor und nach dem Ersten Weltkrieg.
Er war Mitglied des SC 1904 Maxvorstadt Nürnberg und erreichte unter Anleitung von Karl Döppel recht bald die deutsche Spitze. Es wurde damals ausschließlich im griechisch-römischen Stil gerungen.
Bereits im Jahr 1913 belegte Reitmeier bei der deutschen Meisterschaft im Federgewicht den 3. Platz. 1919 und 1920 wurde er deutscher Meister im Federgewicht. Hermann Brodbeck, Stuttgart-Untertürkheim und Georg Gerstacker vom Nürnberger Konkurrenzverein ASV Sandow waren seine härtesten Konkurrenten. Mit seiner Maxvorstädter Mannschaft stand er 1922 und 1923 im Endkampf um die deutsche Mannschaftsmeisterschaft gegen die SpVgg Berlin-Ost. Beide Male gewann Berlin.
Neben Reitmeier gewannen 1919 Philipp Heß, Mannheim, im Leichtgewicht, Richard Falkner, Berlin, im Mittelgewicht, Adolf Kurz, Stuttgart, im Halbschwergewicht und Karl Döppel im Schwergewicht die Meisterschaft. 1920 waren dies Fritz Leibinger, Tuttlingen, im Leichtgewicht, Heinrich Ketzer, Duisburg, im Mittelgewicht, Julius Maier, Untertürkheim, im Halbschwergewicht und wieder Karl Döppel im Schwergewicht.
1914 wurde Reitmeier im Federgewicht Sieger in der Ausscheidung für die Olympischen Spiele 1916, die in Berlin stattfinden sollten. Bei der Weltmeisterschaft 1920 in Wien belegte Reitmeier den 1. Platz vor Pongracz, Ungarn, Boukal, Österreich, Szoszky, Ungarn und Mezulian, Österreich.